# Puge
Puge (en chino, 普格; pinyin, Pǔgé, en nuosu, ꁌꐘ; romanizado, pu jjyt) es un condado bajo la administración directa de la Prefectura Liangshan. Se ubica en la provincia de Sichuan, centro-sur de la República Popular China. Su área es de 1905 km² y su población total para 2010 superó los 155 mil habitantes.

## Administración
Desde octubre de 2022, el Condado Puge se divide en 13 pueblos administrados en 8 poblados y 5 villas.

## Toponimia
El topónimo Puge es la transliteración de su nombre nuosu Pu Jjyt que significa 'prado bajo el paso de montaña'.
A principios de la dinastía Qing, se construyó aquí un paso de montaña, posteriormente el número de personas aumentó, la producción continuó desarrollándose hasta convertirse en una ciudad.